# 马西埃拉-达马亚
马西埃拉-达马亚是葡萄牙波尔图区的一个堂区。总面积5.26平方公里，总人口1898人，人口密度360.8人/平方公里。